# Daalmast

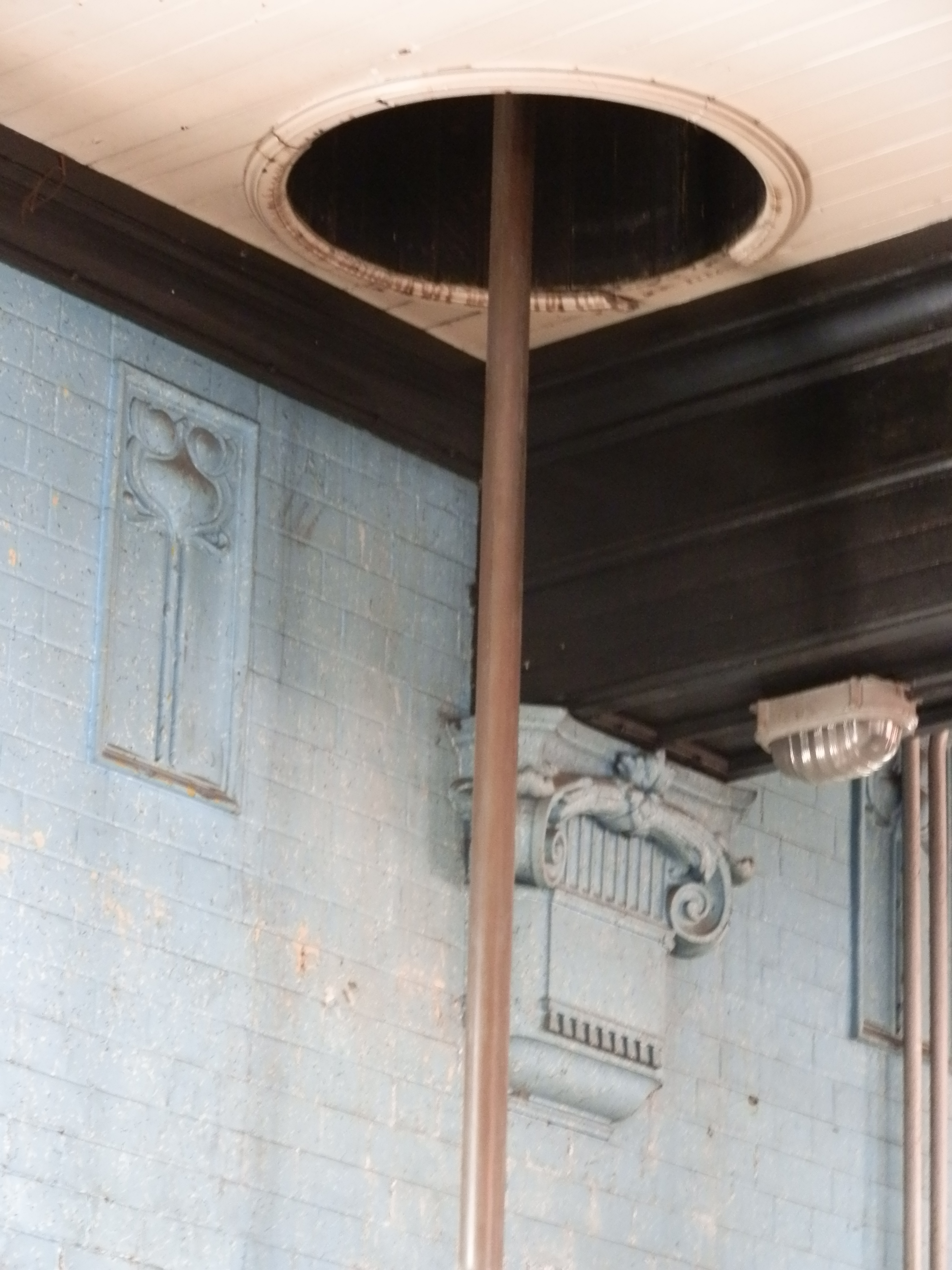

De daalmast of glijpaal is een element in sommige brandweerkazernes. Het bestaat uit een paal die door de verschillende verdiepingen heen steekt. Hij dient voor het personeel van de brandweer om snel naar beneden te gaan als er moet worden uitgerukt.
In de tijd zonder telefoon, meldpalen, brandmeldinstallaties en andere moderne communicatiemiddelen was het een voordeel als brandweerlieden hoog in de kazerne op de uitkijk zaten, zo kon rook of vuur eerder ontdekt worden voordat een melder bij de kazerne was aangekomen.
In de jaren 1870 zou een brandweerman in Chicago een paal, voor het intern transport van hooi, gebruikt hebben om bij brandalarm snel beneden te zijn. Zijn commandant die dat ontdekte zorgde dat deze methode in gebruik kwam. De glijpaal werd in Nederland geïntroduceerd na het eerste internationale brandweercongres, in 1895 in de Verenigde Staten. Hij werd in 1897 gebouwd in de nieuwe kazerne Dirk van de Amsterdamse brandweer op hoek van de Hobbemakade en de Honthorststraat. In dit gebouw waren de wachtlokalen boven de stallen met paarden en stookketels; de warmte hiervan steeg op en kon zo gratis gebruikt worden voor de wacht.
Aan het begin van de 21e eeuw werd duidelijk dat de toenmalige Arbeidsinspectie niet gelukkig was met glijpalen i.v.m. de valpartijen die soms ontstonden. In die tijd werden nieuwe kazernes met brede trappen gebouwd. In 2006 werden in de kazerne in Amsterdam-Osdorp de palen verwijderd en de vloergaten gedicht nadat er een ernstig ongeval is gebeurd. In 2011 is een korpslid van de Antwerpse brandweer om het leven gekomen na een val door het vloergat. In 2015 was er in een kazerne in Groningen een ongeval met een deelnemer aan een rondleiding die haar beide benen brak omdat ze verkeerd op de vloer landde. Desondanks blijft dit korps van de palen gebruik maken voor intern gebruik.